# Rosso (opera teatrale)
(John Logan, Red)
Rosso (Red) è un'opera teatrale di John Logan, incentrata sulla figura dell'espressionista astratto Mark Rothko e portata al debutto a Londra nel 2009.

## Trama
Il giovane Ken comincia a lavorare con il noto espressionista astratto Mark Rothko mentre l'artista crea le opere commissionate dal prestigioso Four Seasons di New York. Mentre lavora con il maestro, Ken apprende tutto della sua visione del mondo e della sua poetica, ma anche tratti più umani, come il suo arrivo in America da bambino ed il rapporto controverso con Pollock e la Pop Art.
Alla fine dell'opera Rothko, estremamente protettivo nei confronti delle sue opere, risarcisce il Four Seasons non ritenendolo adatto al suo lavoro e licenzia Ken per far sì che il ragazzo possa intraprendere una carriera propria di artista.

## Produzioni
Rosso debutta alla Donmar Warehouse di Londra il 3 dicembre 2009 e rimane in scena fino al 6 febbraio 2010. Diretto da Michael Grandage, Rosso ha visto come suoi primi interpreti Alfred Molina (Rothko) e Eddie Redmayne (Ken). La produzione riceve buone recensioni e viene nominata al Laurence Olivier Award per la miglior opera teatrale, senza vincerlo; Redmayne vince l'Olivier Award come miglior attore non protagonista.
La stessa produzione viene messa in scena al John Golden Theatre di Broadway per un periodo limitato tra il 1 aprile e il 27 giugno 2010, ancora una volta con grande successo. Rosso riceve le nomination per sette Tony Awards, vincendone sei: Miglior opera teatrale, Miglior regia (Michael Grandage), Miglior attore non protagonista (Redmayne), Miglior disegno luci (Neil Austin), Miglior scenografia (Christopher Oram) e miglior sound design (Adam Cork); Molina viene nominato come miglior attore protagonista e vince il Drama Desk Award per la performance più illustre dell'anno.
Francesco Frongia dirige la prima produzione italiana di Rosso, che va in scena l'8 maggio 2012 al Teatro dell'Elfo di Milano, con Ferdinando Bruni (Rothko) e Alessandro Bruni Ocaña (Ken). Questa produzione è stata messa in scena più volte a Milano (anche a Palazzo reale) ed è andata in tournée in Lombardia e nelle regioni limitrofe nella stagione 2012/2013 e 2013/2014.
Alfred Molina ha interpretato nuovamente il ruolo dell'artista al Mark Taper Forum di Los Angeles nell'agosto 2012, con Jonathan Groff nel ruolo di Ken.
Nel maggio 2018 Alfred Molina torna a interpretare Rothko a Londra, in scena al Wyndham's Theatre. Michael Grandage cura la regia ed Alfred Enoch interpreta Ken. La produzione viene registrata a teatro per poi essere trasmessa nei cinema di tutto il mondo.